# Dimeback
Nel football americano il dimeback è un cornerback che gioca come sesto defensive back (ovvero quarto cornerback; il terzo cornerback prende il nome di nickelback). 
Il dimeback viene inserito nelle difese che adottano una formazione "Dime", che utilizza sei defensive back invece dei tipici quattro o cinque (2 safety e 2 o 3 cornerback). Il dimeback solitamente sostituisce un linebacker, con l'obbiettivo di ottenere maggiore protezione contro situazioni di passaggio da parte dell'attacco.